# Mary Mackey

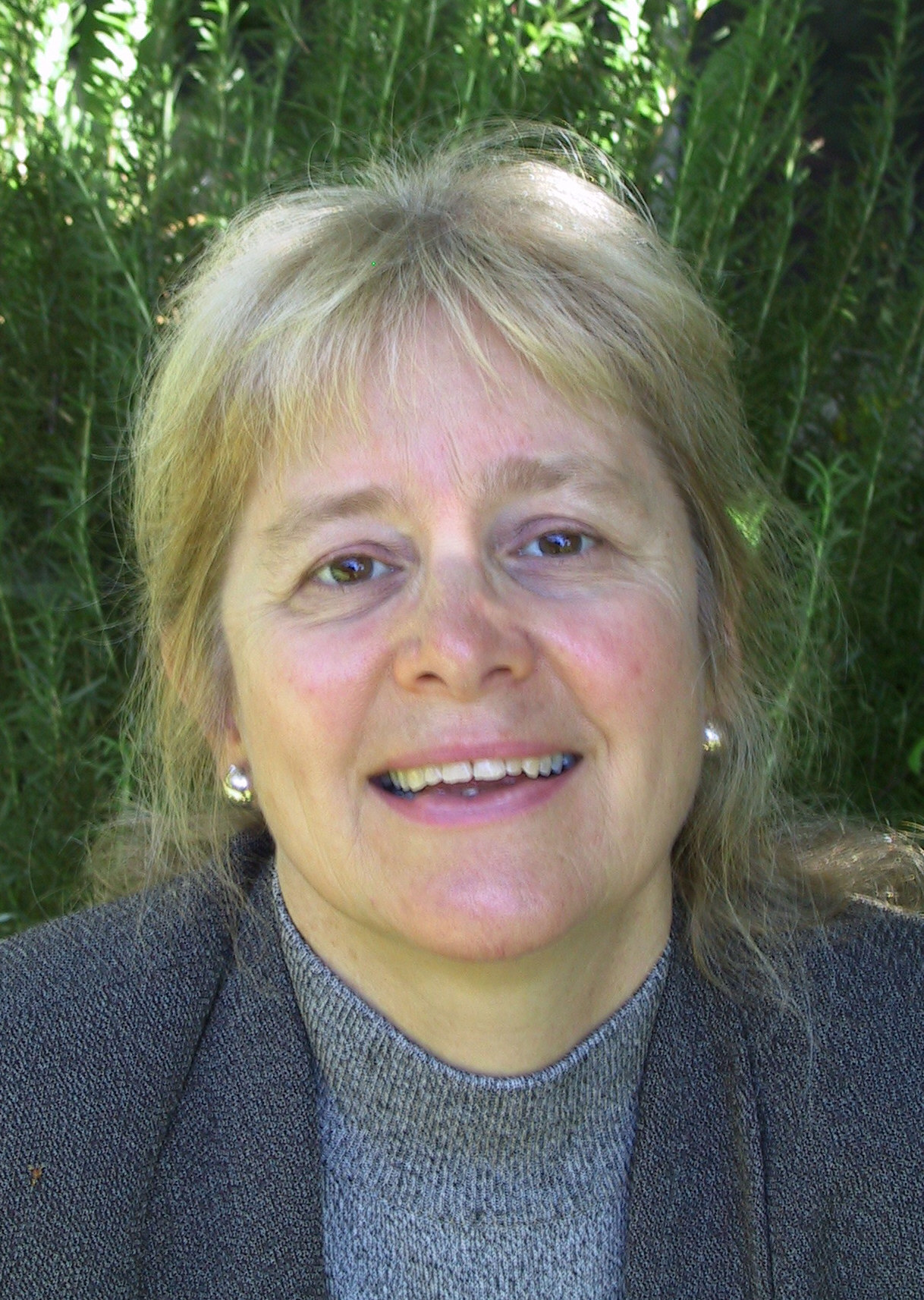
Mary Mackey

Mary Mackey (* 1945 in Indianapolis, USA) ist eine US-amerikanische Schriftstellerin und Professorin für englische Literatur.

## Leben
Mary Mackey, väterlicherseits mit Mark Twain verwandt, wuchs in Indianapolis auf und studierte Anglistik an der Harvard University, wo sie 1966 ihr Examen machte. 1970 promovierte sie an der University of Michigan im Fach vergleichende Literatur. In den frühen 1970er Jahren lebte sie in Costa Rica. Von 1989 bis 1992 war sie Vorsitzende des PEN American Center, Abteilung Westen. Bis 2008 war sie Professorin für Englisch an der California State University in Sacramento.

## Werk
Mary Mackey verfasste acht Romane, vier Gedichtbände und ein Drehbuch für den Film Silence (1974). Ihre Bücher wurden in 11 Sprachen übersetzt und insgesamt mehr als 1 Million Mal verkauft. In Deutschland ist sie besonders für ihre Vorzeitromane bekannt geworden, wo sie im Allgemeinen die Konfrontation zwischen matriarchal und patriarchal orientierten Kulturen schildert.
In diesem Zusammenhang sind folgende Werke von Bedeutung:
The Last Warrior Queen (dt.: Kornmond und Dattelwein)
Dieser Roman spielt in Mesopotamien im Jahre 3643 v. Chr. Das Mädchen Inanna lebt in einem patriarchal orientierten Nomadenstamm und wird zwangsweise mit dem alten Hursag verheiratet. Der ständigen Quälereien und Demütigungen überdrüssig flieht sie in die Berge, wo sie auf den verletzten Enkimdu trifft, den sie gesundpflegt. Er stammt aus der Stadt der Taube, einem Matriarchat, das zwar von Frauen dominiert wird, wo aber auch die Männer gleichberechtigte Gefährten der Frauen sind.
Innana geht anschließend mit Enkimdu in die Stadt der Taube und lernt dort eine für sie völlig fremde Lebenseinstellung kennen. Diese Welt wird aber durch die wandernden Nomaden von Inannas Stamm, den später so genannten Sumerern, bedroht und geht schließlich unter. Am Ende des Romans initiiert Inanna zwar den Neuaufbau der Stadt, führt aber zugleich patriarchale Kulturelemente wie die monogame Ehe und die männliche Königs(mit)herrschaft ein.
Alteuropa-Trilogie
- The Year The Horses Came. 1993 (dt. Im Jahr der Pferde. Goldmann, München 1997, ISBN 3-442-41559-4)
- The Horses At The Gate. 1996 (dt. Die Schmetterlingsgöttin. Goldmann, München 1997, ISBN 3-442-41560-8)
- The Fires of Spring. 1998 (dt. Das Lied der Erde. Blanvalet, München 1999, ISBN 3-442-35137-5)

Die Figurenkonstellation in diesen neuen Romanen ist spiegelbildlich zu „Kornmond und Dattelwein“. Im Jahr 4372 v. Chr. existierte in ganz Europa eine matriarchale Kultur friedlicher Ackerbauern, welche die große Muttergöttin verehren. Das Mädchen Marrah aus dem kleinen Dorf Xori in der heutigen Bretagne entdeckt an der Küste ausgerechnet am Tag ihrer Volljährigkeitsfeier den schiffbrüchigen Stavan, der aus einer völlig anderen – patriarchal geprägten – Kultur von indoeuropäischen Reiternomaden kommt, die für das friedliche Alteuropa eine tödliche Bedrohung darstellen.
Aufgeschreckt durch seine Erzählungen und die Visionen ihrer Mutter, der Priesterin Sabalah, macht sich Marrah, ihr Bruder Arang sowie Stavan auf den weiten Weg von der Bretagne in die Steppen des südlichen Russland, um mehr über die Reiternomaden herauszufinden. Sie wird dann auch von ihnen gefangenen genommen und erlebt alle Grausamkeiten einer patriarchal geprägten Kultur wie Krieg, Mord, Folter, Verstümmelungen, Sklaverei, Ausbeutung, Zwangsheiraten, Witwentötungen, Vergewaltigungen und Frauenverachtung.
Mary Mackey orientiert sich bei ihren Beschreibungen der Indoeuropäer an der Kurgan-Hypothese von Marija Gimbutas, und zahlreiche in den Romanen beschriebene Bräuche wie Witwenopfer sind durch Ausgrabungen der Kurgankultur belegt. Die Beschreibung der matriarchalen Kultur Alteuropas basiert auf den Werken „Die Zivilisation der Göttin“ und „Die Sprache der Göttin“, welche ebenfalls von Marija Gimbutas stammen.

## Liste der Werke von Mary Mackey

### Romane
- McCarthy's List. 1979
- The Last Warrior Queen. 1983 (dt.: Kornmond und Dattelwein. Fischer, Frankfurt am Main 1987, ISBN 3-596-22719-4)
- A Grand Passion. 1986 (dt. Aus Leidenschaft. Wunderlich, Reinbek 1989, ISBN 3-8052-0460-4)
- The Kindness of Strangers. 1988
- Season of Shadows. 1991
- The Year The Horses Came. 1993 (dt. Im Jahr der Pferde. Goldmann, München 1997, ISBN 3-442-41559-4)
- The Horses At The Gate. 1996 (dt. Die Schmetterlingsgöttin. Goldmann, München 1997, ISBN 3-442-41560-8)
- The Fires of Spring. 1998 (dt. Das Lied der Erde. Blanvalet, München 1999, ISBN 3-442-35137-5)

### Gedichtbände
- Split Ends
- One Night Stand
- Skin Deep
- The Dear Dance of Eros